# George Silver
George Silver (cap. 1550s-1620s) fou un cavaller d'Anglaterra de finals del segle xvi i principis del xvii, conegut pels seus escrits sobre l'esgrima. Es creu que va ser el més gran de quatre germans (un dels quals, Toby, també va ser un espadatxí que va acompanyar al seu germà en com a mínim un duel), i l'onzè descendent de Sir Bartholomew Silver, que fou nomenat cavaller per Eduard II d'Anglaterra. Es va casar amb Mary Haydon a Londres, el 1580 (1579 al calendari vell emprat aleshores a Anglaterra). L'activitat de Silver després de la publicació del seu llibre és poc coneguda. L'historiador d'esgrima Aylward afirma que probablement encara era viu el 1622, quan va ser visitat per Cooke, Herald del Rei. Tanmateix, Robert Cooke va morir el 1593. L'Herald del Rei el 1622 era William Camden, però ja que va quedar paralitzat el 1622 i morí el 1623 és improbable que visités Silver.

## Esgrima
Encara que no ser un mestre d'armes professional (un paper principalment interpretat per la Company of Maisters of the Science of Defence), Silver estava familiaritzat amb les escoles d'esgrima de l'època, i els sistemes de defensa que ensenyaven, i afirmava haver aconseguit una perfecta comprensió de l'ús de totes les armes. Silver va defensar les arts marcials del seu pais natal mentre s'oposava per motius ètics i tècnics als sistemes de rapiére continentals que s'ensenyaven a l'època. No va agradar especialment als mestres italians d'esgrima Rocco Bonetti i Vincentio Saviolo, fins al punt de desafiar aquest darrer a una competició d'esgrima pública amb diverses armes sobre un cadafal. Silver i el seu germà Toby publicaren butlletins al voltant de la sala d'armes de Saviolo i n'hi havien entregat un el mateix dia però Saviolo no va aparèixer.
Les seves principals objeccions a la pròpia rapiére i a la seva "pedagogia" es van expressar en la seva obra 1599, Paradoxes of Defence ("Paradoxes de Defensa"). Silver va veure la rapiére com una arma increïblement perillosa, que no oferia a l'usuari protecció suficient durant una baralla. Silver també es lamenta d'altres armes que no ofereixen prou protecció a l'usuari (com les dagues); la rapiére, tanmateix, és la que rep més atenció, ja que era aparentment era bastant habitual en aquell moment. Malgrat la seva aversió a l'arma, Silver afirmava dominar-la també, ja que va ser una de les armes que va proposar utilitzar en el seu desafiament a Saviolo.
Més endavant va escriure Bref Instruccions on my Paradoxes of Defense (Instruccions Breus sobre les meves Paradoxes de Defensa") on va explicar alguns dels seus mètodes per utilitzar les seves armes preferides (recomana la backsword, espasa de infanteria més curta i versàtil, ofereix una defensa millor que la rapiére). El manuscrit no té data, però fa referència a la "nació de la Gran Bretanya" i, per tant, s'ha d'haver escrit després de la introducció d'aquest terme per Jaume I d'Anglaterra a finals de 1604. Les Breus Instruccions es van mantenir com un manuscrit inèdit fins a la seva publicació el 1898 per l'historiador esgrimista Cyril G.R. Matthey com a manual d'entrenament per ajudar els soldats que lluitaven a la Segona Guerra Bòer.
Silver recomana un sistema dinàmic que considera adequat per al duel, la autodefensa al carrer i pel camp de batalla, en lloc de l'orientació purament duelista de la rapiére.
Una diferència important entre el sistema de Silver i el sistema italià rau en el fet que no es defensa l'ús de l'estocada "a fons" sinó l'ús d'una "marxa", el pas normal d'esgrima (en que no es creuen el peus) o un pas complet (en que es creuen els peus i es queda de nou en guàrdia), per entrar en la distància d'atac; seguit de una ràpida retirada (o "trenca") per tornar a la distància de seguretat. No dona instruccions específiques per a la col·locació dels peus entre si ni pel que fa a quin angle es col·loquen. Una imatge en les seves "Paradoxes de defensa" mostra a un home que mesura la longitud de la seva espasa de peu amb el peu de darrere en un angle de 90 graus respecte a l'oponent imaginari.
Una semblança en canvi amb l'esgrima italiana és que Silver defensava l'ús de l'estocada juntament amb el tall; afirmava que en la tradició anglesa s'estocava amb l'espasa, mentre que els talls eren pràcticament prohibits amb les rapieres. Considera que aquest fet una "ordre o costum maligne" i creia que "no hi ha un combat perfecte sense els dos, tall i estocada"